# Drosophila parthenogenetica
Drosophila parthenogenetica este o specie de muște din genul Drosophila, familia Drosophilidae, descrisă de Stalker în anul 1953. Conform Catalogue of Life specia Drosophila parthenogenetica nu are subspecii cunoscute.